# Brahmabarada
Brahmabarada es una ciudad censal situada en el distrito de Jajpur en el estado de Odisha (India). Su población es de 10721 habitantes (2011). Se encuentra a 73 km de Bhubaneswar y a 54 km de Cuttack.

## Demografía
Según el censo de 2011 la población de Brahmabarada era de 10721 habitantes, de los cuales 5433 eran hombres y 5288 eran mujeres. Brahmabarada tiene una tasa media de alfabetización del 86,74%, superior a la media estatal del 72,87: la alfabetización masculina es del 91,39%, y la alfabetización femenina del 81,93%.